# Yongsin-dong
Yongsin-donglà một dong, phường của Dongdaemun-gu ở Seoul, Hàn Quốc